# Districte de Jaunpur
El districte de Jaunpur és una divisió administrativa de la divisió de Varanasi a Uttar Pradesh, Índia. La capital és Jaunpur (ciutat). La superfície del districte és de 4.038 km² i la població de 3.911.678 habitants (2001). És un districte principalment agrícola.

## Administració
El districte està dividit en sis tehsils: 
1. Jaunpur
2. Mariahu
3. Badlapur
4. Shahganj
5. Kerakat
6. Machhali Shahar

I 21 blocs de desenvolupament rural (blocks):
- Badalapur
- Baksa
- Barsathi
- Dharmapur
- Dobhi
- Karanjakala
- Kerakat
- Khutahan
- Machhalishahar
- Maharajganj
- Jalalpur
- Mariyahu
- Muftiganj
- Mugarabadshahpur
- Ramnagar
- Rampur
- Shahganj
- Sikrara
- Sirkoni
- Suithakala
- Sujanganj

Jaunpur (ciutat) és la capital. Els rius principals són cinc: Gumti o Gomati, Sai, Varuna, Pili i Basuhi.

## Història
El districte estava ocupat segons la tradició pels bhars i pels soeris. La principal ciutat era Manaich que després fou Zafarabad, i que ha estat identificada com el fort de Munj que Mahmud de Gazni va conquerir el 1019. Tot i aquesta conquesta, els musulmans encara no van dominar la zona de manera permanent i al final del segle xi va quedar dins el regne rajput rathor de Kanauj. Quan Muizz al-Din Muhammad de Ghur va iniciar la seva campanya victoriosa contra Jai Chand de Kanauj, aquest va enviar els seus tresors al fort d'Asni, probablement proper a Zafarabad; a la mort de Jai Chand el 1194 els musulmans van entrar per Zafarabad fins a Benarés; els magnífics temples dels rathors foren saquejats i destruïts; governants hindús foren deixats com a tributaris i van esdevenir dependents del sultans de Delhi. El 1321 Ghiyath al-Din Tughluk va nomenar al seu fill Zafar Khan governador de la regió i 38 anys després, el 1359, Firuz Shah Tughluk va fundar la ciutat de Jaunpur.
El 1394, se li va concedir al wazir eunuc Malik Sanbar Khwadja-i-Jahan i wazir, l'administració del territori entre Kanauj i Bihar, amb l'encàrrec de reprimir la constant revolta dels hindús i amb títol de Malik al-shark de Jaunpur (rei de l'Orient); va dominar la regió i va ampliar els seus límits i fou de fet independent però mai va agafar el títol reial sobiranament; en canvi el seu fill adoptiu i successor, Karanful, també un habshi, que el va succeir el 1399, aprofitant l'expedició de Tamerlà, va fer llegir la khutba en nom propi i va emetre moneda agafant el nom de Mubarak Shah. La nissaga que va governar el sultanat de Jaunpur fou anomenada Sharki (Xarqui) o Shàrkida (Xàrquida) pel títol original de malik al-shark.
Vegeu: Jaunpur
Jaunpur va restar en poder dels Lodi després del 1486. Ibrahim Lodi fou finalment derrotat el 1526 a Panipat per Baber. Llavors Bahadur Khan, governador de Bihar i Jaunpur, es va fer independent; després de la caiguda d'Agra i Delhi, Baber va enviar el seu fill Humayun a l'est i va imposar el domini mogol però efímerament, ja que aviat Humayun fou posat en fuita i va pujar la dinastia Suri amb Sher Shah Suri (1540) que va dominar la zona. Quan Humayun va recuperar el poder (1455) i va pujar al tron Akbar el Gran (1456) Jaunpur fou conquerida per un general de l'emperador (1559) i va romandre en poder dels mogols fins al segle xviii encara que inicialment es va revoltar. Quan l'imperi fou reorganitzat el 1575, Allahabad va esdevenir capital d'una suba de la que Jaunpur va formar part com a sarkar.
El 1722 la zona fou concedida al nawab wazir d'Oudh junt amb Benarés, Ghazipur i Chanar. El nawab wazir va nomenar governador a Mansa Ram, fundador del principat de Benarés, del que va passar vers 1738 al seu fill Balwant Singh, amb títol de raja de Benarés. El 1750, quan el líder rohilla Sayyid Ahmad Bangash de Farrukhabad va derrotar el nawab wazir Saadat Khan, va nomenar al seu perent Zama Khan com a governador de la zona anomenada província o suba de Benarés. Zama Khan fou finalment expulsat de Jaunpur pel raja Chait Singh de Benarés però el nawab wazir va retenir el fort de Jaunpur (fins al 1777 quan els britànics el van cedir al raja Chait Singh). El 1765 els britànics van ocupar la regió després de la batalla de Baxar, però per poc temps; fou cedit definitivament als britànics el 1775 junt amb la resta de la suba de Benarés, en virtud del tractat de Lucknow. Fou establert permanenment el 1779 i s'hi va imposar el sistema de terres en zamindari.
El 5 de juny de 1857 van arribar a Jaunpur notícies de la revolta a Benarés; els sipais de la guàrdia de la tresoreria es van amotinar i matar als seus oficials i al submagistrat; després es van retirar cap a Lucknow sense molestar a altres europeus que van poder fugir a Benarés. L'estat va romandre en estat d'anarquia fins a l'arribada de la força gurkha d'Azamgarh el 8 de setembre. Els oficials civils van retornar a la ciutat i es van restablir les estacions de policia encara que al nord i oest del districte romania en rebel·lió. El novembre Mahdi Hasan, que es titulava nazim de Jaunpur, havia aconseguit reclutar un grup nombrós amb el que es va poderar de la major part del districte però el febrer de 1858 els rebels del nord i oest foren derrotats i despersats, i el maig els darrers rebels van quedar sotmesos quan el cap Jurhi Singh de Machhlishhahr a mans de la mateixa població.
Sota domini britànic formava un districte que mesurava 4017 km², estant dividit en dues part pel riu Gumti; altre riu important era el seu afluent el Sai, i un afluent menor el Pili Nadi; el Barna marcava la frontera amb el districte de Mirzapur. El districte tenia 7 ciutats i 1352 pobles; la població era:
- 1872: 1.025.961
- 1881: 1.209.663
- 1891: 1.264.949
- 1901: 1.202.920

Estava dividit en cinc tahsils:
- Jaunpur
- Mariahu
- Machhushahr
- Khutahan (capital Shahganj)
- Kirakat

El tahsil de Jaunpur estava format per una pargana (Haveli Juanpur) i les tappes de Saremau, Rari, Zafarabad, Karyat Dost i Khapraha, ambn una àrea de 725 km² i població (1901) de 269.131 habitants repartits en dues ciutats i 711 pobles. L'única municipalitat era Jaunpur (ciutat), amb 42.771 habitants el 1901, que era la capital del tehsil i del districte. La població era hindú en un 91% i musulmana en un 9%. La llengua comuna era l'hindi en dialecte oriental (81%) seguida del bihari (15%).